# Parc Nacional dels elefants d'Addo
Parc Nacional dels elefants d'Addo és un parc de conservació de vida silvestre diversa situat a prop de Port Elizabeth a Sud-àfrica i és un dels 19 parcs nacionals del país. Actualment, ocupa el tercer lloc en grandària després de Parc Nacional Kruger i el Parc Transfronterer de Kgalagadi.

## Història
La secció original del parc va ser fundat el 1931, en part a causa dels esforços de Sydney Skaife, amb la finalitat de proporcionar un santuari per als onze elefants que quedaven a la zona. El parc ha demostrat ser un gran èxit i en l'actualitat acull a més de 600 elefants i un gran nombre d'altres mamífers.

### Expansió
El parc original s'ha ampliat posteriorment per incloure la Reserva Natural de Cap de Woody que s'estén des de la desembocadura del riu Sundays cap a Alexandria i una reserva marina, que inclou l'illa de St. Croix i l'Illa dels Ocells, important hàbitat de reproducció pels mascarells i els pingüins, per no parlar d'una gran varietat d'altres espècies marines.
L'Illa dels ocells hi viu la major colònia de cria al món de mascarells, amb prop de 120.000 aus, i també acull la segona major colònia de cria del Pingüí del Cap, la major colònia de cria de ser l'illa de St. Croix. Aquests actius marins formen part del pla d'expansió del Parc Nacional de l'Elefant d'Addo de 1.640 km² al Gran Parc Nacional d'elefants d'Addo de 3.600 km².
L'expansió significarà no només que el parc compta amb cinc de les set principals zones de vegetació de Sud-àfrica (biomes), sinó que també que serà l'únic parc al món amb els "Big 7" (elefants, rinoceronts, lleons, Búfal africà, lleopard, balena i tauró blanc) en el seu hàbitat natural.

## Galeria

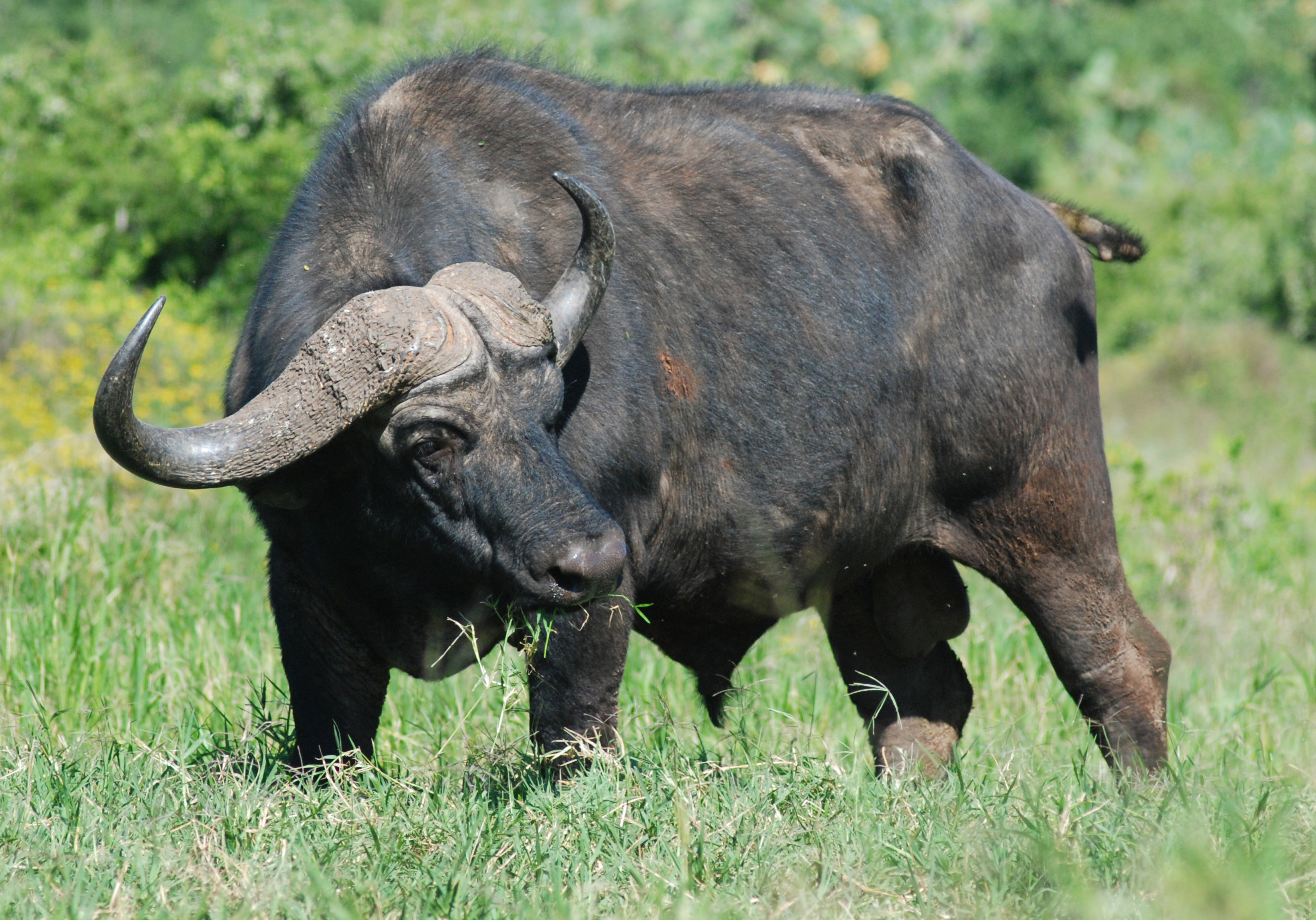
Búfal africà
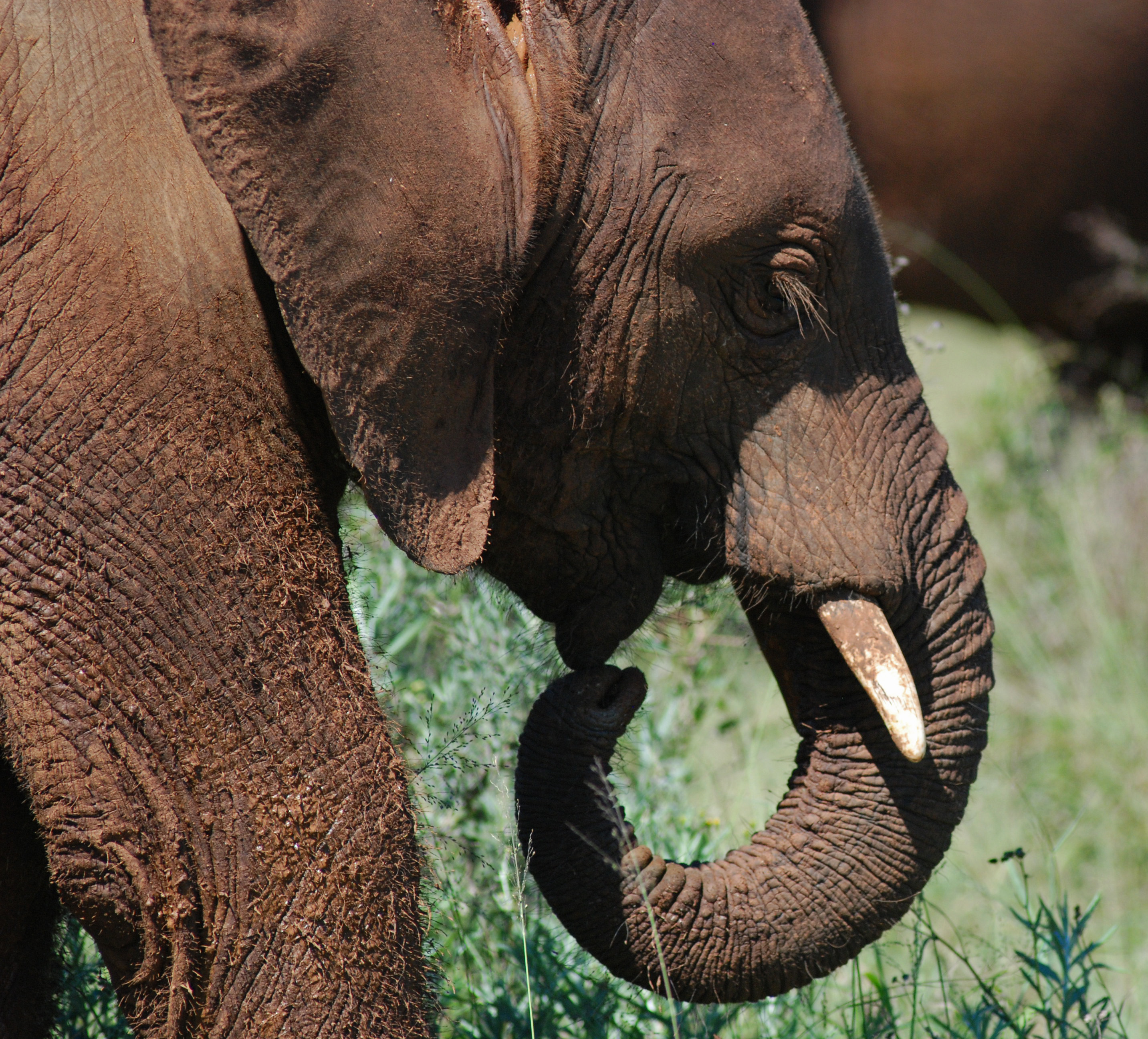
Elefant africà calf
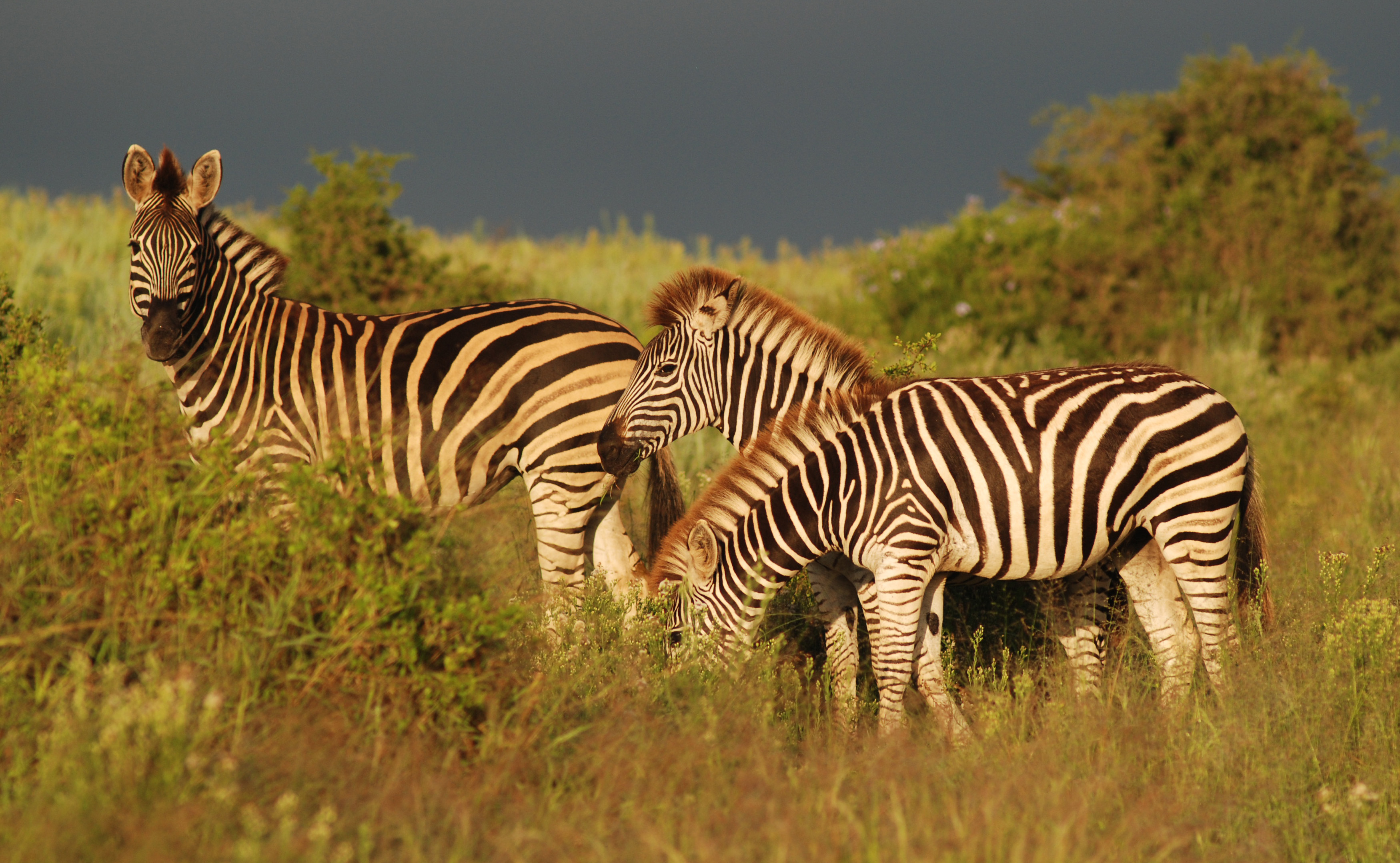
Zebra adjulta i dos poltres
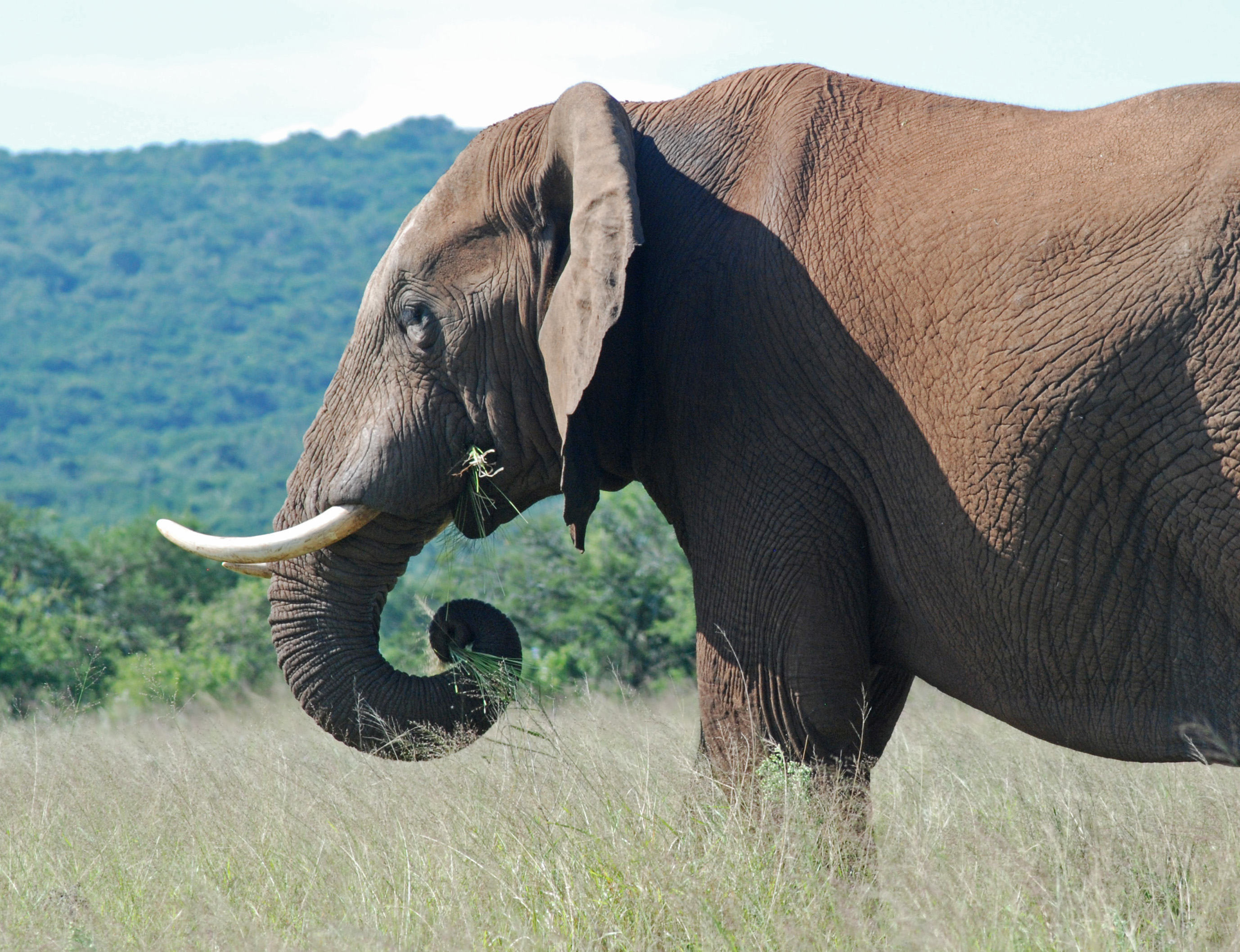
Elefant africà menjant herba
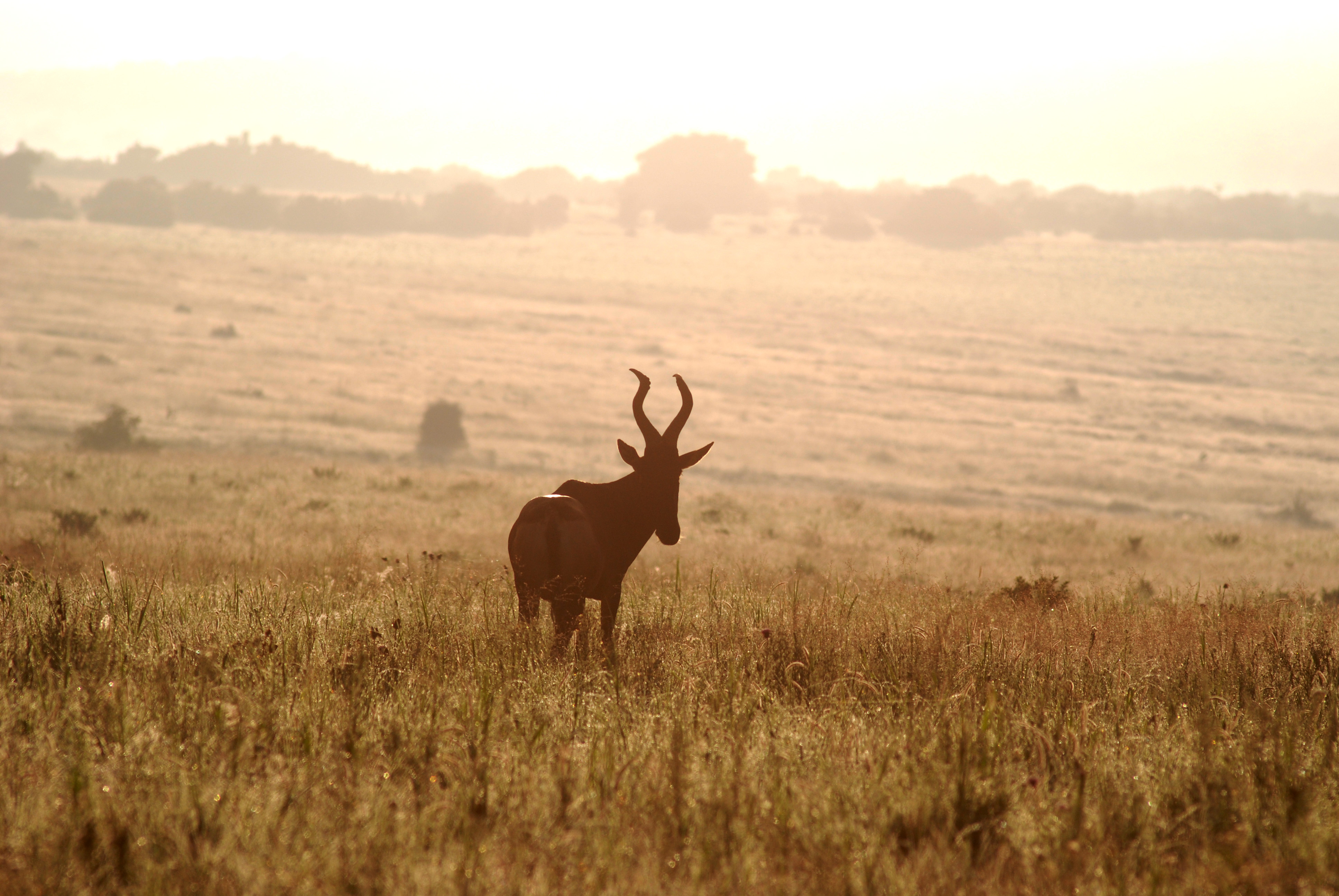
Búbal vermell
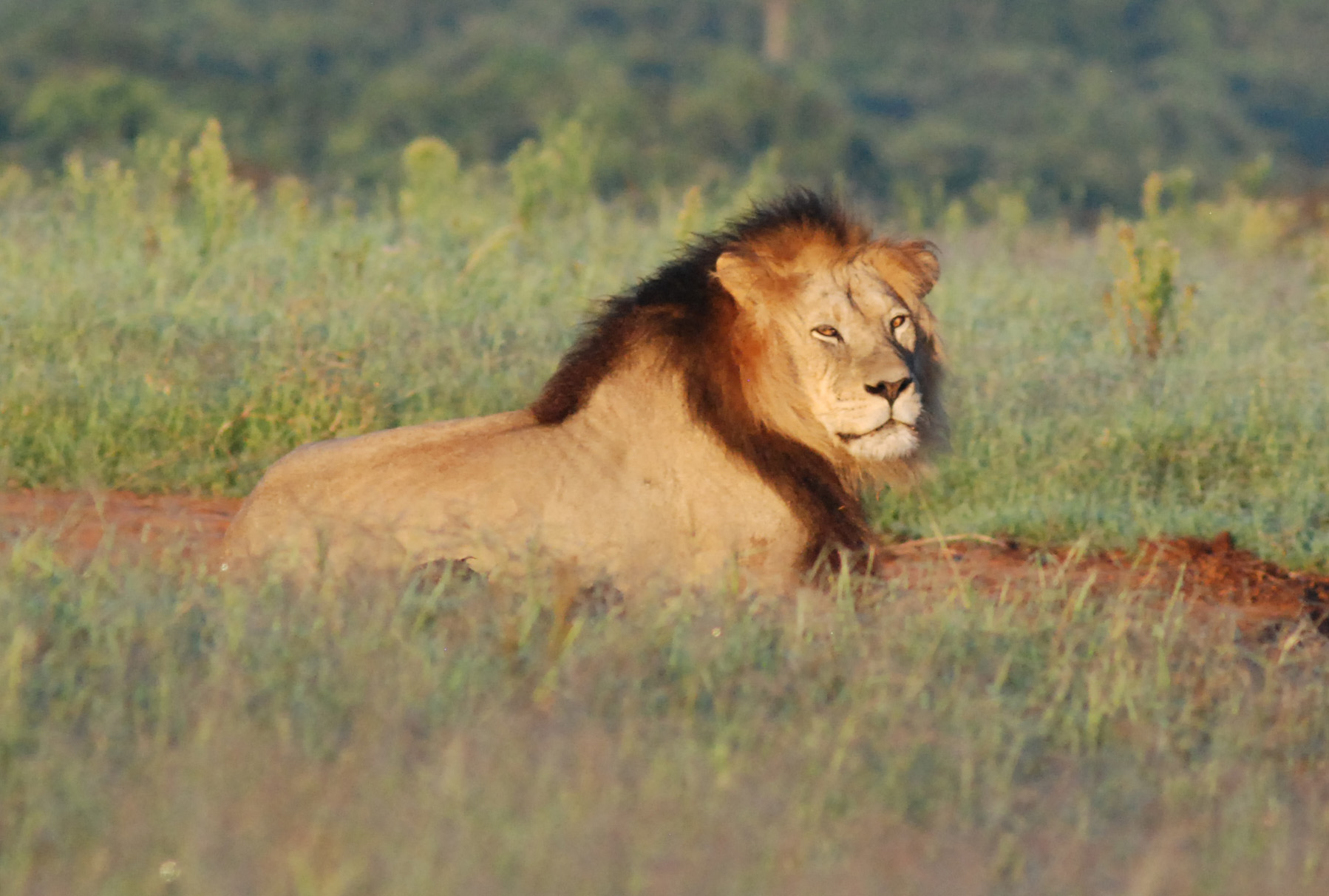
Lleó
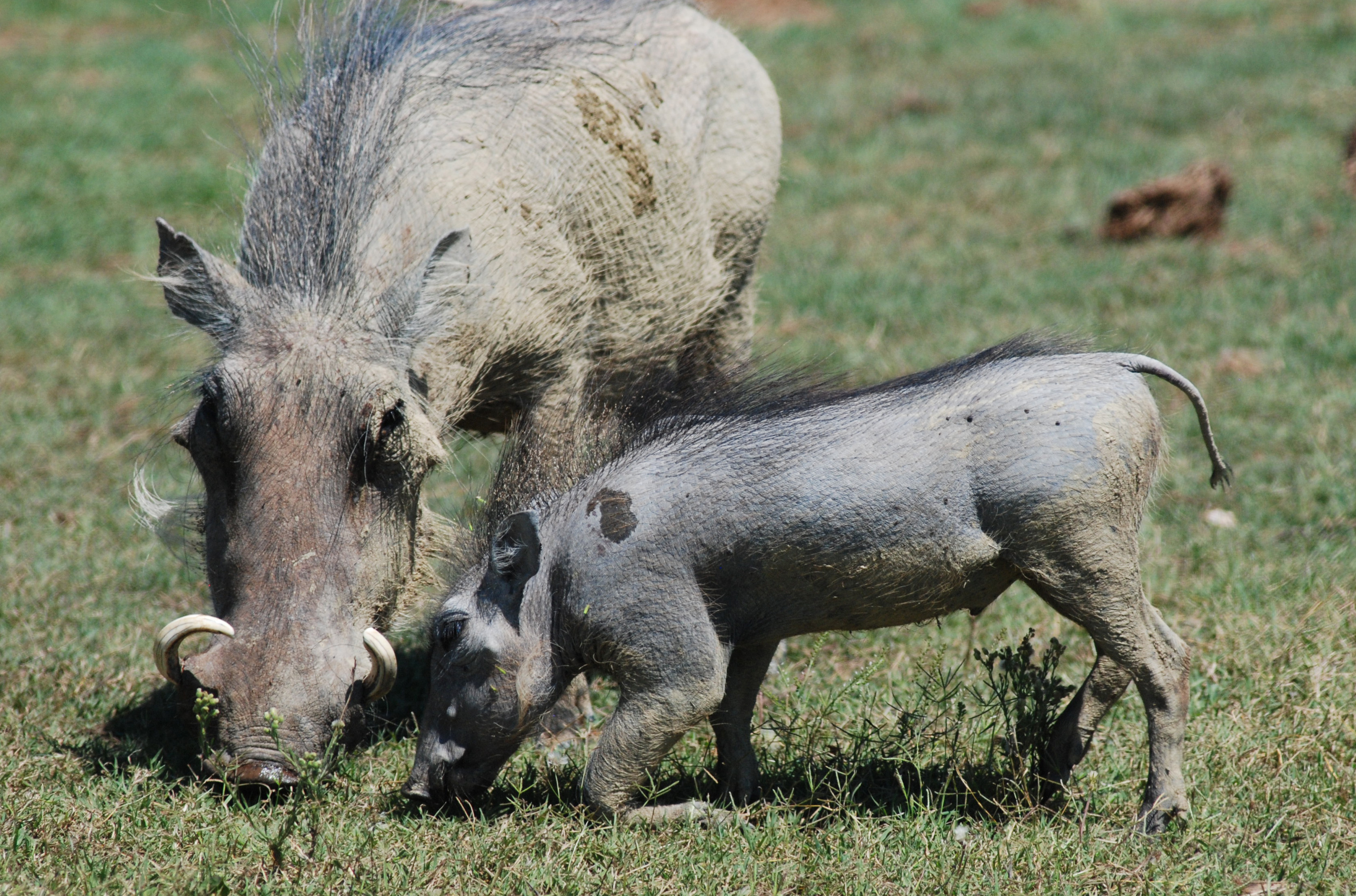
Facoquer africà mare i piglet
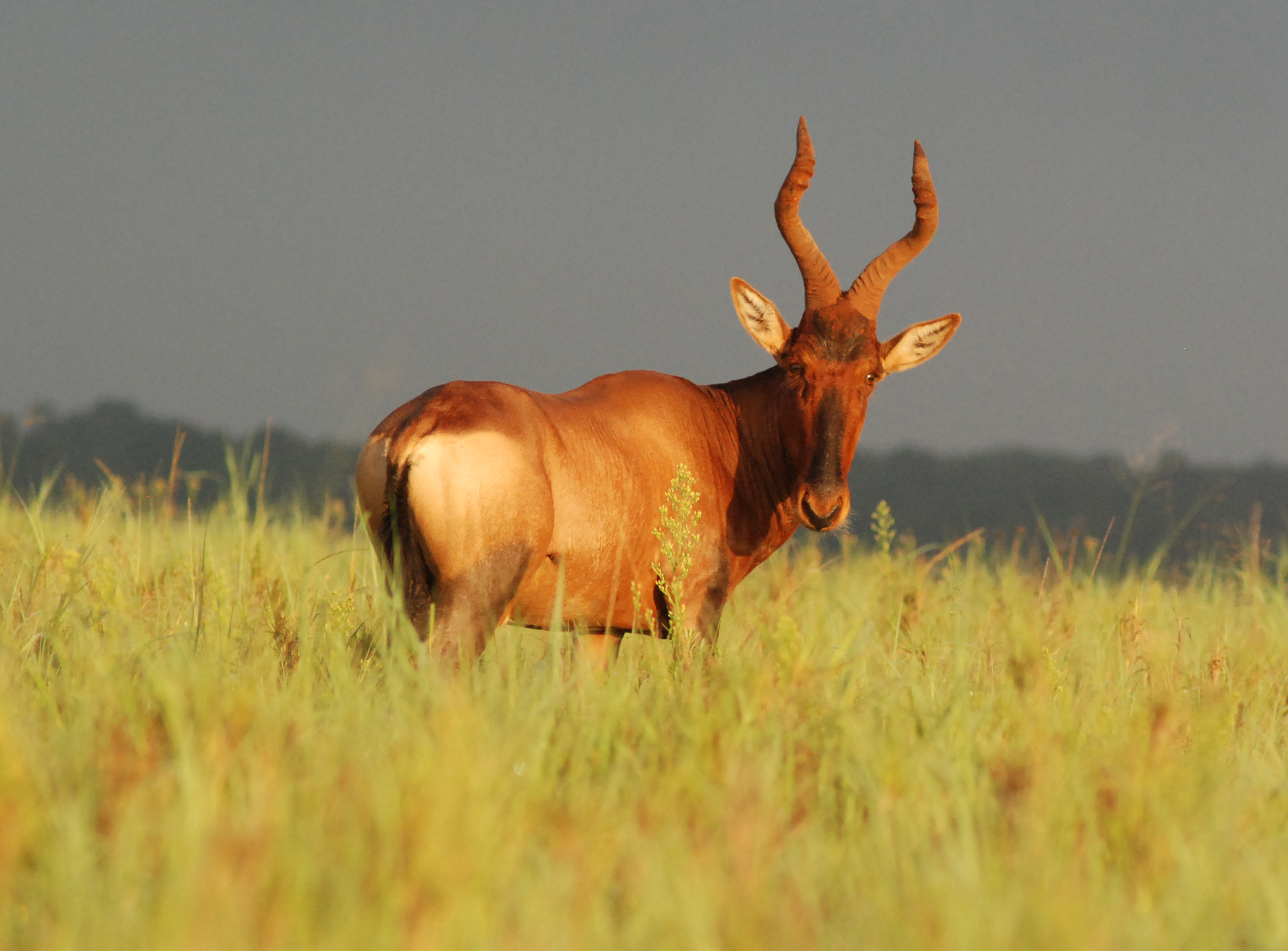
Búbal vermell amb la llum de primera hora
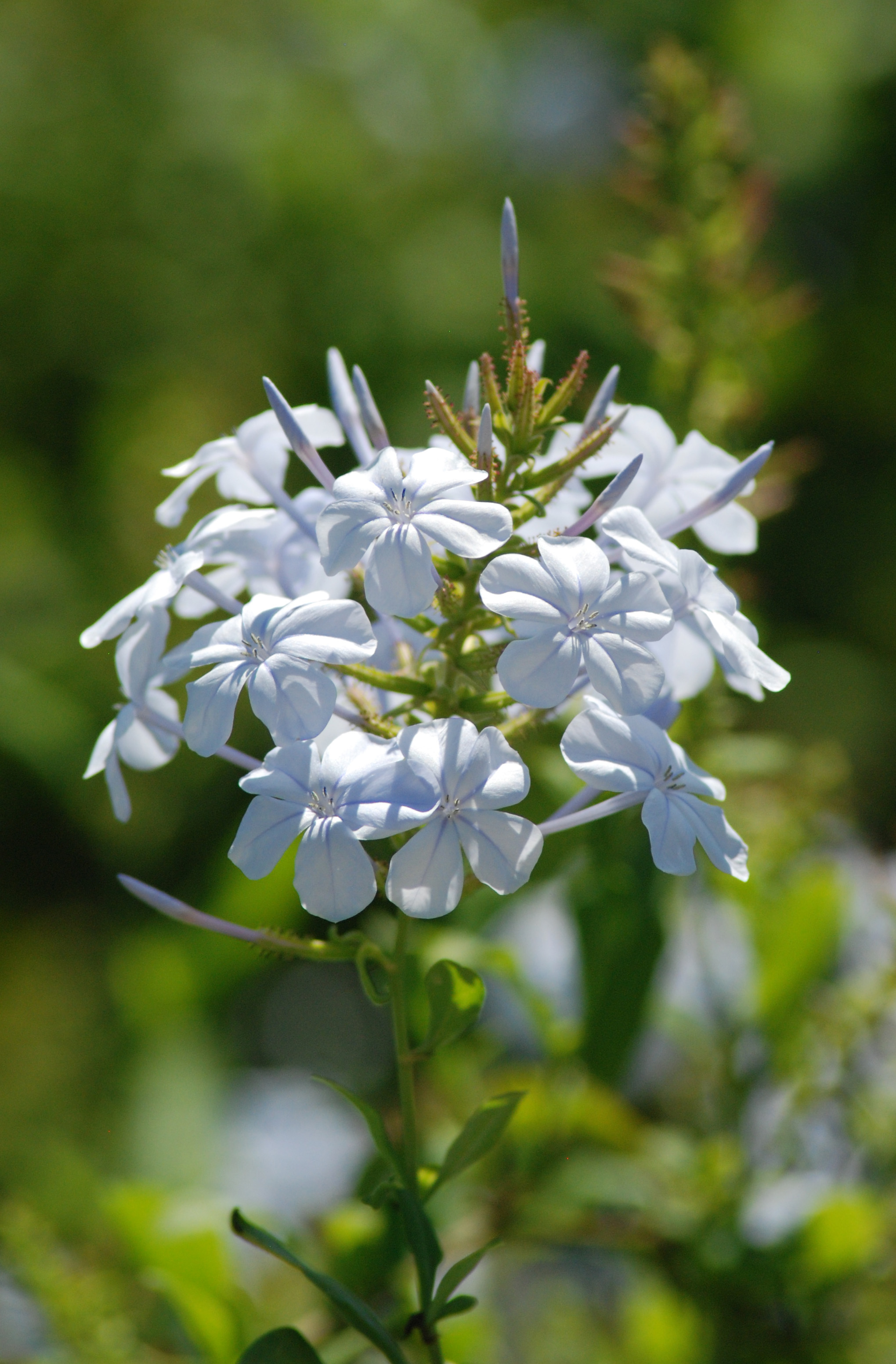
Blue plumbago (Plumbago auriculata)
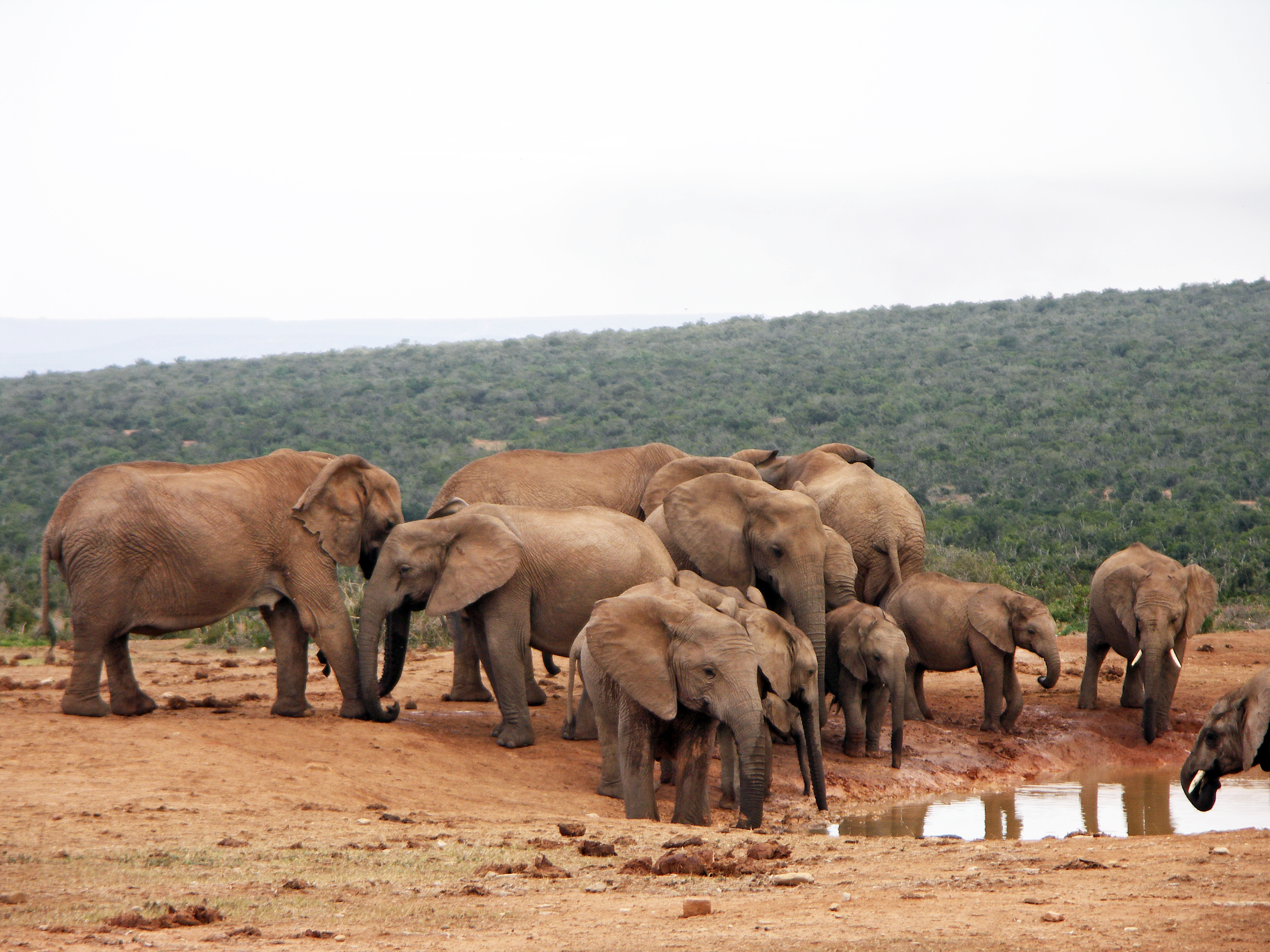
Elefants a la presa de Hapoor al parc
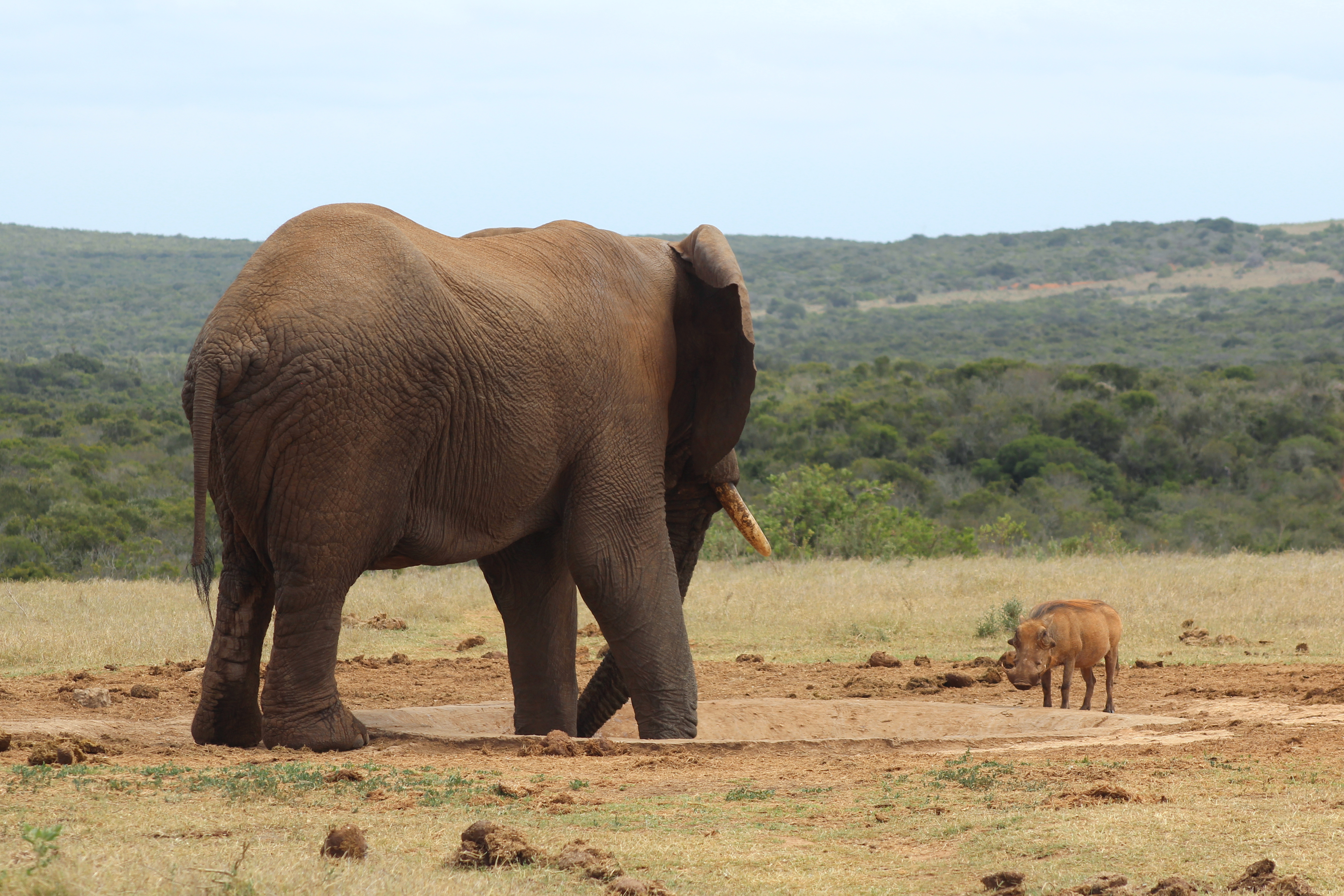
Un elefant que defensa un forat d’aigua contra un facoquer